# Earthrise

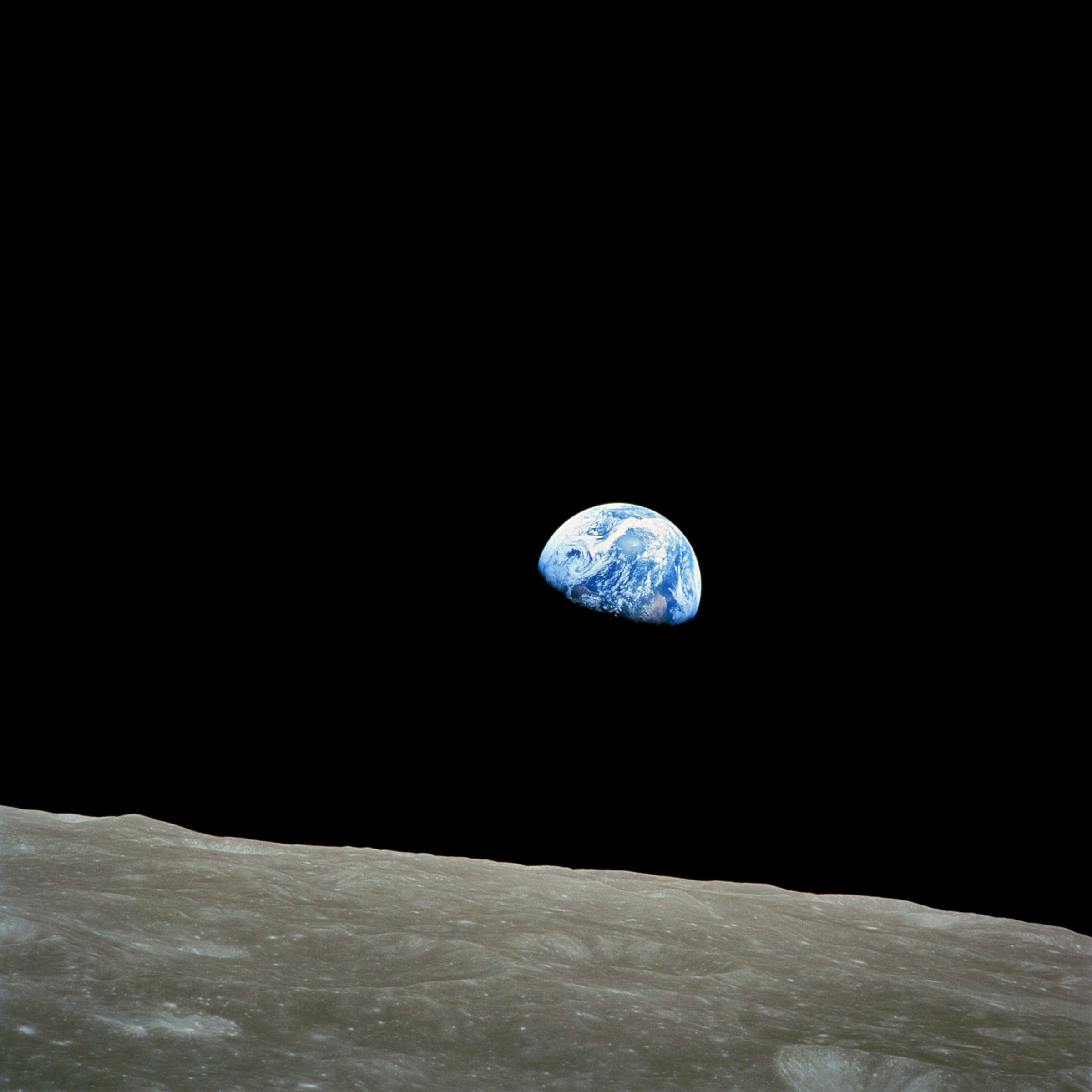
Earthrise, Foto von William Anders

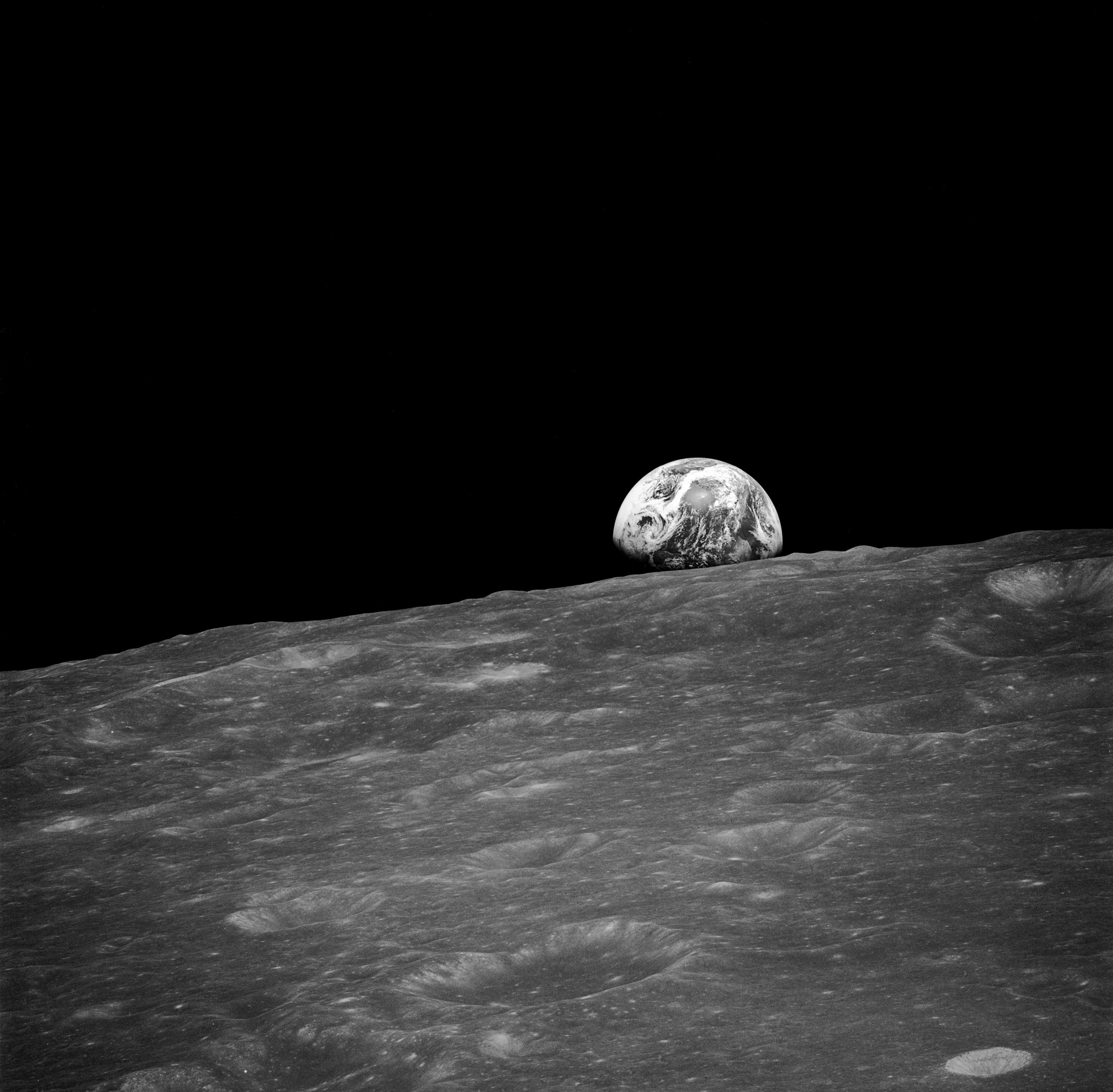
Erstes Schwarzweißbild des Erdaufgangs über dem Mondhorizont, Foto von William Anders

Earthrise (englisch für ‚Erdaufgang‘) ist der Name des NASA-Fotos AS8-14-2383HR, aufgenommen von William Anders während des Fluges von Apollo 8. Das Bild wurde am 24. Dezember 1968 während der vierten von zehn geplanten Umkreisungen des Monds mit einer Hasselblad-500-Kamera, Brennweite 250 mm, fotografiert.

## Bildbeschreibung der NASA
Die originale Bildbeschreibung lautet:

“The rising Earth is about five degrees above the lunar horizon in this telephoto view taken from the Apollo 8 spacecraft near 110 degrees east longitude. The horizon, about 570 kilometers (250 statute miles) [sic] from the spacecraft, is near the eastern limb of the Moon as viewed from the Earth. On the earth, the sunset terminator crosses Africa. The south pole is in the white area near the left end of the terminator. North and South America are under the clouds. The lunar surface probably has less pronounced color than indicated by this print.”

„Die aufgehende Erde befindet sich in dieser Teleaufnahme etwa fünf Grad über dem Mondhorizont, aufgenommen aus dem Apollo-8-Raumschiff bei 110 Grad östlicher Länge. Der Horizont, etwa 570 Kilometer (250 Meilen) [sic] vom Raumschiff entfernt, ist von der Erde aus gesehen nahe dem östlichen Rand des Mondes. Auf der Erde durchquert die Tag-Nacht-Grenze Afrika. Der Südpol ist in der weißen Gegend am linken Ende der Tag-Nacht-Grenze. Nord- und Südamerika sind unter den Wolken. Die Mondoberfläche hat wahrscheinlich weniger intensive Farben als auf diesem Abzug.“

## Umstände der Aufnahme
Die Entstehung des „Earthrise-Fotos“ war im ursprünglichen Flugplan nicht vorgesehen. Während der vorhergehenden Mondumkreisungen hatte Kommandant Frank Borman das Apollo-Raumschiff stets mit der Spitze zur Mondoberfläche ausgerichtet, um Fotos der Oberfläche für spätere Landungen zu machen. Kurz bevor das Raumschiff hinter dem Mond hervorkam und wieder Funkkontakt zur Erde erlangte, ließ Borman das Raumschiff um seine Längsachse rotieren, als die Erde plötzlich im Seitenfenster auftauchte.

“Oh, my God! Look at that picture over there! Here’s the Earth coming up. Wow, is that pretty!”

„Oh, mein Gott! Seht euch dieses Bild da an! Hier geht die Erde auf. Mann, ist das schön!“

Als Bill Anders nach der Kamera griff, um den Anblick festzuhalten, witzelte Borman: “Hey, don’t take that, it’s not scheduled.” (deutsch: „Hey, nicht fotografieren. Das ist nicht vorgesehen.“) Wurde ursprünglich noch davon ausgegangen, dass Borman als erstes ein Schwarzweiß-Bild der aufgehenden Erde aufnahm, die sich noch knapp über dem Mondhorizont befand, ist mittlerweile bewiesen, dass auch dieses Bild nur von Anders aufgenommen werden konnte. Nach dem Foto legte Anders einen Farbfilm ein und machte das berühmte Bild sowie eine weitere Aufnahme der Erde. Für das Farbfoto wurde 70 mm Kodak Ektachrome-Film verwendet. Das Earthrise-Foto war ursprünglich mit dem Mondhorizont in der Vertikalen aufgenommen worden, das Bild wird jedoch meistens um 90 Grad gedreht abgebildet.

## Astronomische Gegebenheiten
Der Mond befindet sich in gebundener Rotation zur Erde. Das heißt, er wendet der Erde immer dieselbe Seite zu. Von einem festen Standpunkt auf der Mondoberfläche gesehen, zieht die Erde also nicht auf einem Großkreis über dem Himmel, sondern bleibt im Wesentlichen immer am gleichen Punkt. Einen mit dem Sonnenaufgang vergleichbaren Ablauf, bei dem die Erde zügig in gerader Linie den Horizont kreuzt, gibt es daher auf der Mondoberfläche nicht. Für diesen Eindruck ist eine Bewegung relativ zur Mondoberfläche erforderlich, wie sie die Astronauten auf der Umlaufbahn um den Mond durchführten.
Die Bahn des Monds um die Erde ist leicht elliptisch. Entlang der Ellipse bewegt sich der Mond auf Grund des 2. Keplerschen Gesetzes schneller und langsamer. Dadurch bewegt sich die Erde von der Mondoberfläche aus gesehen innerhalb der 27 Tage dauernden Mondumlaufzeit um einige Grad vor und zurück. Dies entspricht der Libration des Monds von der Erde aus gesehen. An bestimmten Orten auf der Mondoberfläche reicht diese Bewegung aus, um die Erde hinter dem Horizont verschwinden und wieder auftauchen zu lassen. Die Zykluslänge dieses Vorgangs entspricht mit 27,3 Tagen der Umlaufdauer des Mondes.

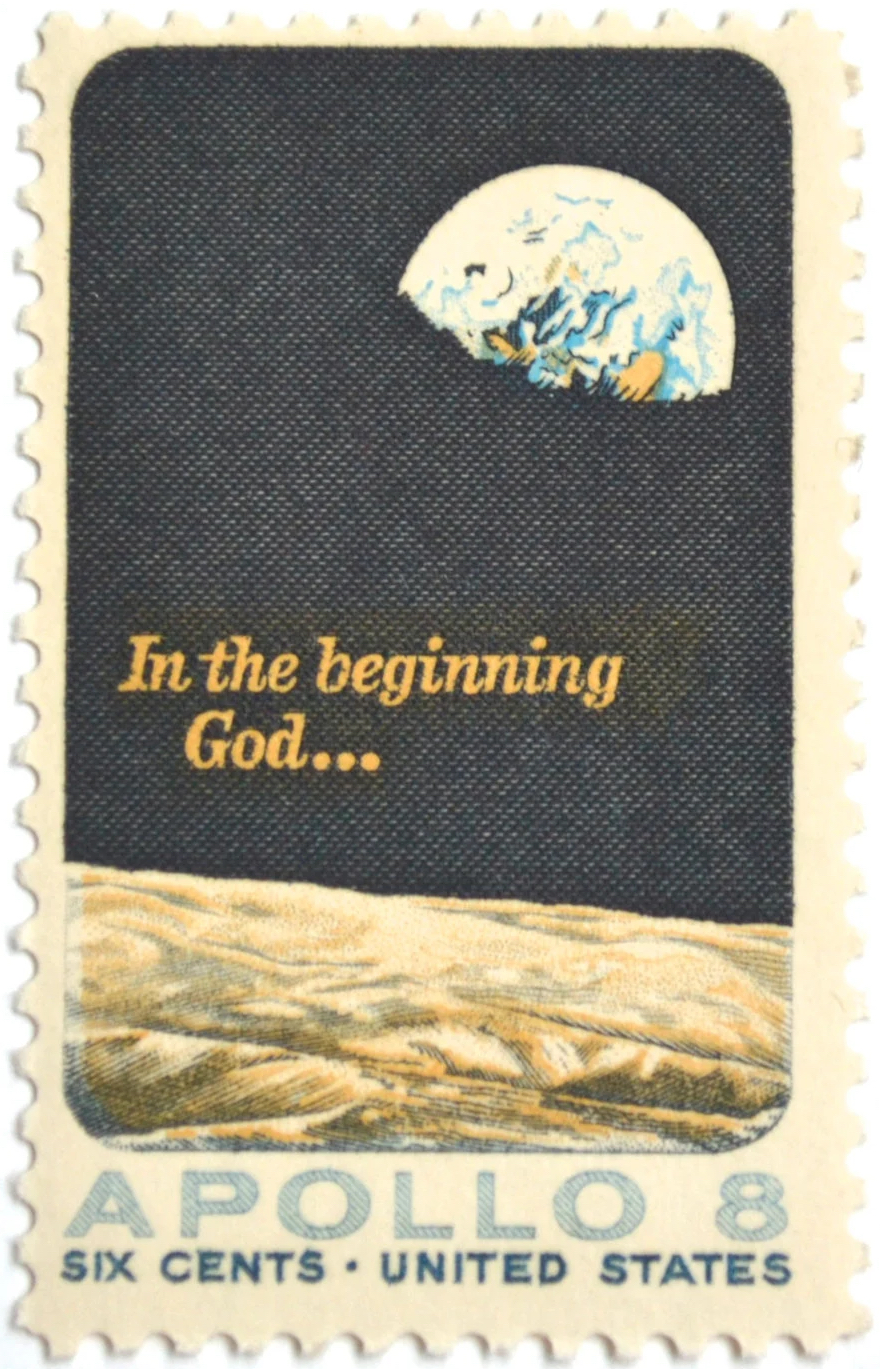
US-Briefmarke von 1969

## Nachwirkung
1969 wurde das Foto vom US Postal Service als Motiv für eine Briefmarke gewählt. Neben dem Bild wurden die ersten vier Worte („In the beginning God…“) der englischen Übersetzung der biblischen Schöpfungsgeschichte verwendet. Diesen Bibeltext hatte William Anders am gleichen Tage in einer Weihnachtsbotschaft aus dem Raumschiff zitiert. Anlässlich des 50. Jahrestages der Apollo-8-Mission im Jahr 2018 erklärte Anders aber:

“The image changed his life more personally, too. “It really undercut my religious beliefs. The idea that things rotate around the pope and up there is a big supercomputer wondering whether Billy was a good boy yesterday? It doesn’t make any sense. I became a big buddy of [the scientist] Richard Dawkins.””

„Das hat meine religiösen Überzeugungen wirklich untergraben. Die Vorstellung, dass sich alles um den Papst dreht und dort oben ein großer Supercomputer ist, der sich fragt, ob Billy gestern ein guter Junge war? Das ergibt keinen Sinn. Ich wurde ein großer Freund von [dem atheistischen Wissenschaftler] Richard Dawkins.“

Schon kurz nach seiner Veröffentlichung durch die NASA wurde das Photo auch als Symbol seiner Zeit interpretiert. Ähnlich wie die vier Jahre später entstandene Aufnahme Blue Marble wurde es auch als Symbol der Naturschutzbewegung gesehen. Der Naturfotograf Galen Rowell bezeichnete das Bild, das „zur Kontemplation über unsere zerbrechliche Existenz und unseren Platz im Kosmos inspirierte“, deswegen als „einflussreichste Umweltfotografie, die jemals gemacht wurde“. Vier Jahrzehnte später sah der Historiker Robert Poole in ihm die „spirituelle Entstehung der Umweltbewegung“.
Das Time Magazine nahm Earthrise in seine Auswahl der „100 einflussreichsten Fotografien der Geschichte“ auf. Zur Begründung schrieben die Kuratoren: „Das Bild ist unser erster farbiger Blick auf die Erde von außerhalb und es hat zur Entstehung der Umweltbewegung beigetragen.“ Außerdem habe „Earthrise“ den Menschen gezeigt, dass es der Menschheit in einem kalten und gefährlichen Kosmos doch „sehr gut“ gehe.
Aufgrund der Wirkung spricht man von einem ikonographischen Bild.

## Ältere Aufnahmen

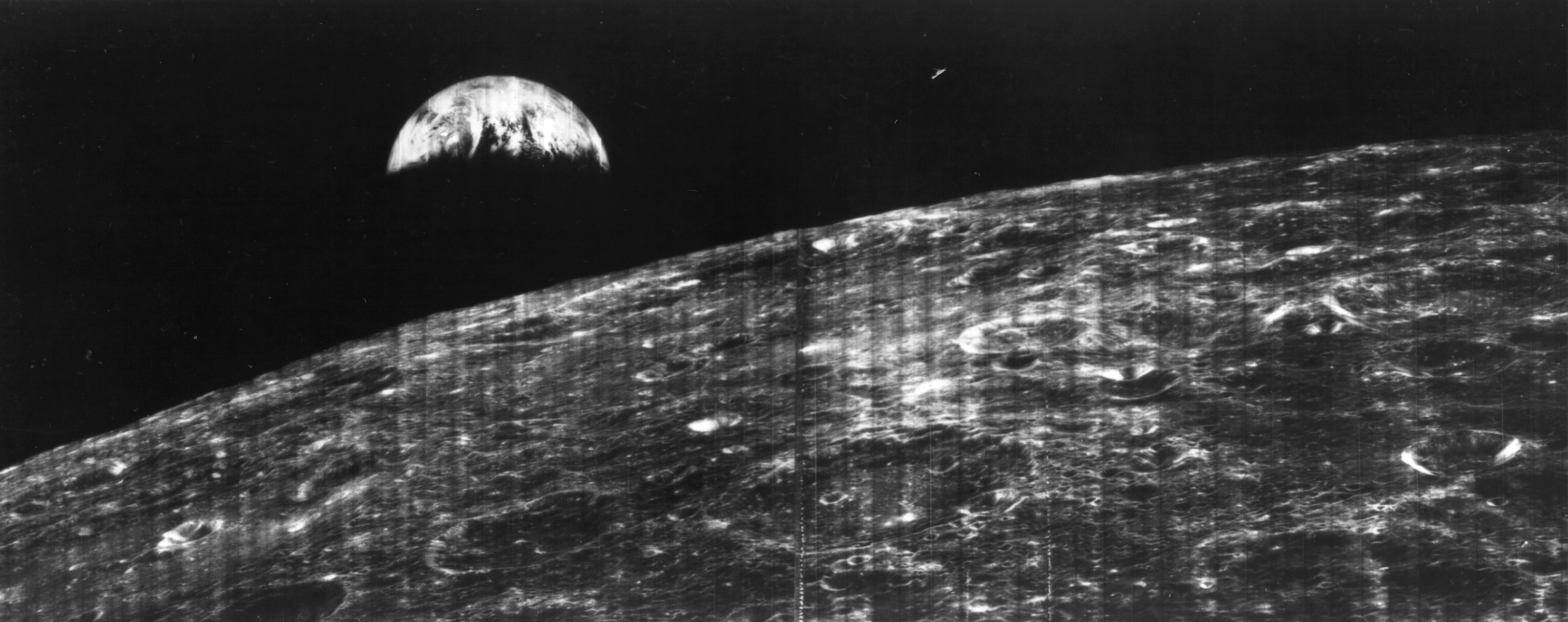
Lunar Orbiter 1: Die Erde über dem Mondhorizont, 23. August 1966.

Bereits am 23. August 1966, mehr als zwei Jahre vor Apollo 8, hat der Lunar Orbiter 1, eine unbemannte US-amerikanische Mondsonde, die Erdsichel über der Kraterlandschaft des Erdtrabanten fotografiert. Das Bild ist allerdings in schwarzweiß fotografiert und weist Streifen auf.